# 류큐쥐
류큐쥐(Mus caroli)는 쥐과 생쥐속에 속하는 설치류의 일종이다. 캄보디아와 중국, 인도네시아, 일본, 라오스, 말레이시아, 대만, 태국, 베트남에서 발견된다.

## 분포 및 서식지
중국 남부와 동남아시아 전역에 널리 분포한다. 군데군데 고르지 않게 분포하지만 지역적으로 적당한 서식지에서 풍부하게 발견된다. 초원과 관목 지대, 이차림, 기타 씨앗과 무척추동물과 같은 먹이를 구할 수 있는 논과 같은 풀이 있는 농경지에서 서식한다.